# Damian Marley
Damian Robert Nesta "Junior Gong" Marley, född 21 juli 1978 i Kingston, Jamaica, är en jamaicansk reggaeartist oftast bosatt i Florida, USA. Han är son till Bob Marley och Cindy Breakspeare och liksom sin far praktiserar han rastafari. Som musiker blev han känd som en av de första att blandade hiphop med jamaicansk deejaying till en mer aggressiv form av toasting och med medvetna texter i stället för den sexistiska lyrik som oftast förekommer i dancehallmusiken.

## Biografi
Damian döptes ursprungligen till Damien. När fadern Bob Marley hade sett en av filmerna i Richard Donners Omen-trilogi (Damien: Omen II) 1978 om Uppenbarelsebokens Antikrist, bad Bob Cindy ändra stavningen på sonens namn till Damian. Han ansåg det olämpligt att sonen skulle ha samma namn som djävulens avkomma i en känd skräckfilm. Damian är halvbror till Stephen och David "Ziggy" Marley, Ky-Mani Marley, Julian Marley och har åtta andra halvsyskon. Damians smeknamn "Junior Gong" kommer från faderns skivetikett Tuff Gong.
Damian Marley var i samarbete med halvbrodern Stephen Marley tidigt ute med att blanda jamaicanskt och amerikanskt mikrofonartisteri – deejaying och rap/hiphop. 2005 kom det dubbelt Grammybelönade albumet Welcome to Jamrock (producerat med Stephen, pris för årets bästa urbana respektive reggaealbum). Titelspåret återanvände på "reggaevis" det sound Sly and Robbie gjorde till Ini Kamozes låt ”World A Music” 20 år tidigare. Det prisades för sin lyrik och slog stort i Europa och USA. Junior Gong hade tidigare släppt de mer anonyma albumen Mr. Marley och Halfway Tree. Distant Relatives (2010), som Damian gjorde tillsammans med amerikanske rapparen Nas blev liksom Jamrock en stor internationell framgång. En del av intäkterna avsattes bl.a. till att förbättra skolor i Afrika.
Damian, som är rastafarian, har samarbetat på låtar med många av de jamaicanska dancehall-artisterna, såsom Sean Paul, Eek-a-Mouse, Bounty Killer, Capleton, och med stora icke-jamaicanska artister som Snoop Dogg, Gwen Stefani, Mariah Carey, Cypress Hill, Rusko, Skrillex m.fl.
På albumet Superheavy (2011) ingår Damian i en supergrupp med samma namn som bildades i hemlighet redan 2009. Syftet var att skapa ”världsmusik med indisk touch med meningsfull lyrik”. Damian ingår i gruppen Superheavy tillsammans med en rad mycket kända brittiska och indiska artister. Där finns Mick Jagger från Rolling Stones, soulsångerskan Joss Stone, Dave Stewart (ena halvan av Eurythmics), indiske kompositören, artisten och filosofen A. R. Rahman. Det nybildade bandet spelade in 39 låtar med sammanlagt 35 timmars musik under tio dygn år 2009 i en studio i Los Angeles. Vissa låtar var över en timme långa. Men Superheavys CD-album 2011 är ett normalt album på 53 minuter med 12 av låtarna, nedtrimmade till normal låtlängd.

## Diskografi
Studioalbum
- 1996 – Mr. Marley
- 2001 – Halfway Tree
- 2001 – Educated Fools
- 2005 – Welcome to Jamrock
- 2008 – Rare Joints
- 2010 – Distant Relatives (tillsammans med Nas)
- 2011 – Super Heavy (som medlem i gruppen SuperHeavy tillsammans med Mick Jagger, Dave Stewart, Joss Stone, A. R. Rahman)
- 2013 – Set Up Shop Volume 1
- 2017 – Stony Hill